# دیود چوا

مشخصه ولتاژ-جریان دیودِ چوا

در الکترونیک و نظریه آشوب، دیود چوا (به انگلیسی: Chua's diode) نوعی مقاومت فعال غیرخطی و دودهانه‌ای است که می‌توان آن را با معادلات تکه‌ای خطی توصیف کرد. این یک بخش ضروری از مدار چوا است، یک مدار نوسان‌ساز الکترونیکی ساده که نوسانات آشوبناک را نشان می‌دهد و به عنوان مثال برای یک سیستم آشوبناک به‌طور گسترده ‌استفاده می‌شود. این به عنوان یک مقاومت منفی غیرخطی کنترل‌شده با ولتاژ پیاده‌سازی می‌شود.
این دیود به صورت تجاری فروخته نمی‌شود و معمولاً از قطعات مداری استاندارد مانند دیودها، خازن‌ها، مقاومت‌ها و آمپ-امپ‌ها ساخته می‌شود. روش‌های مختلفی برای شبیه‌سازی دیود چوا با استفاده از چنین قطعاتی وجود دارد. یک طرح استاندارد با اتصال دو مبدل امپدانس منفی به‌طور موازی تحقق می‌یابد. مبدل امپدانس منفی (NIC) یک مدار آمپ-امپ ساده است که مقاومت منفی دارد. در پیاده‌سازی دیگر از یک مبدل امپدانس منفی برای ایجاد خاصیت مقاومت منفی و از یک شبکه مقاومتی-دیودی برای ایجاد خاصیت غیرخطی استفاده می‌شود.
دیود چوا توسط لئون چوا اختراع شد که مخترع مدار چوا نیز هست.